# Al mosta’mera
Al mosta’mera (internationaler englischsprachiger Titel The Settlement; arabisch المستعمرة, DMG al-Mustaʿmara) ist ein Filmdrama und das Spielfilmdebüt von Mohamed Rashad. Der Film feierte im Februar 2025 bei den Internationalen Filmfestspielen Berlin seine Premiere.

## Handlung
Nach dem tödlichen Arbeitsunfall ihres Vaters einen Monat zuvor stehen die beiden Brüder Hossam und Maro vor einer schwierigen Entscheidung. Als Entschädigung für seinen Tod bietet die Fabrik in Alexandria der Familie einen Job als Wiedergutmachung an, der ihr Einkommen sichern soll. Der zwölfjähriger Maro lässt dem 23-jährige Hossam keine Ruhe, mit ihm dort anzufangen, verlässt die Schule und lernt die harte Welt der Kinderarbeit kennen.
In der Fabrik schließen die Brüder Bekanntschaft mit anderen Arbeitern, die den Vater zwar in den höchsten Tönen loben, den beiden gegenüber aber misstrauisch bleiben. Unter ihnen ist Mostafa, der mit für den Tod ihres Vaters verantwortlich ist. Hossam ist bemüht, die Wogen zu glätten und sich mit allen gutzustellen. Dann jedoch geschieht ein weiterer tragischer Unfall.

## Produktion
Regie führte Mohamed Rashad, der auch das Drehbuch schrieb. Der Ägypter studierte Bauingenieurwesen an der Universität Alexandria und war hiernach Teilnehmer eines zweijährigen Filmworkshops an der Jesuit Cultural Film School in Alexandria. Es handelt sich bei Al mosta’mera um seinen ersten Spielfilm und nach Little Eagles von 2016 um seinen zweiten Langfilm. Rashad arbeitete fünf Jahre an Al mosta’mera.
Adham Shoukry spielt Hossam und Ziad Islam seinen jüngeren Bruder Maro. Für beide ist es die erste Filmrolle. Mohamed Abdel Hady spielt ihren Arbeitskollegen Mostafa.
Die Dreharbeiten fanden in Alexandria statt, teils an realen Orten mit industrieller Atmosphäre.
Die Filmmusik steuerte der niederländische Bassist, Improvisationsmusiker und Jazzkomponist Tony Overwater bei.
Die Premiere von Al mosta’mera fand am 18. Februar 2025 bei den Internationalen Filmfestspielen Berlin statt. Wenige Tage zuvor wurde der erste Trailer vorgestellt. Im September 2025 wird der Film beim Fünf Seen Filmfestival gezeigt.

## Auszeichnungen
Internationale Filmfestspiele Berlin 2025
- Nominierung für den Amnesty International Filmpreis[9]